# 旅行
旅行（英語：Travel）指以步行或交通工具进行的一定距离的位移，亦指為觀賞不同景色及了解異與自身文化的差別而到不同城市、地区、國度或到遙遠陌生地區参观、游玩、体验的文化概念。
旅行与旅游最主要的区别就是旅行强调路线和路程，而旅游强调产业和体验，這是兩個不同的研究方向，但從廣義上來說，旅遊屬於旅行的一種，但旅行卻不一定是旅遊。

## 行李清單
旅行清單包括：文件、電子產品、衣服、日用品。另外，BB的旅行清單與成人的不一樣。

## 与旅游的区别
日常生活中很多人经常将旅行与旅游二词混称，其实这两个词语的含义是有很大区别的。最主要的区别就是旅行“重点在路途”，而旅游“重点在目的地”。
旅行是指从某地通過交通工具到达另一地点的过程，例如留学生寒暑假回家、因为工作到异地出差等等，游玩并非旅行的主要目的。
而旅游是指从某地搭乘客车、火车、民航客机等交通工具去往事先计划好的另一地点，到达终点之后前往当地的景区，体验当地的美食，参与当地的活动等等，并且一般都需要借助旅馆才能得到临时的住宿，游玩是旅游的主要目的。